# Берлен, Шарль
Шарль Берлен (фр. Charles Berling; род. 30 апреля 1958) — французский актёр театра, кино и телевидения; также театральный режиссёр и сценарист.

## Биография
Шарль Берлен родился 30 апреля 1958 в Сен-Манде (департамент Валь-де-Марн во Франции) в многодетной семье военно-морского врача-анестезиолога и преподавательницы английского. Был четвёртым из шести детей. В 15-летнем возрасте вместе с братом, Шарль начал выступать в составе любительского театра театрального лицея, в котором он учился. Став бакалавром, Шарль пытается сразу же вступить к основной труппе Национального театра Страсбурга, но не попадает в неё и поступает на обучение в Брюссельский Институт театра.
В 1982 году Берлен дебютировал одновременно как театральный и киноактер. До своего дебюта в кино в фильме «Убийства в доме» (фр. Salt on Our Skin) прославился благодаря ролям на театральной сцене, проработав много лет в театрах Парижа, Страсбурга, Нантерра и Тулона.
В 1994 году снялся в фильме Паскаля Феррана «Мелкие сделки с мертвецами», за роль в котором впервые был номинирован на кинопремию «Сезар» как «Самый многообещающий актёр».
В 1996 году представлял на Каннском кинофестивале ленту Патриса Леконта «Насмешка», где исполнил одну из главных ролей — дворянина, познающий тонкое и опасное искусство интриги при Версальском дворе XVIII века. За эту роль в 1997 году получил Премию «Люмьер» и был номинирован на «Сезар» как лучший актер. В дальнейшем актер был ещё трижды номинирован на «Сезар» в этой категории, но победы он так и не получил.

### Личная жизнь
Является отцом актера Эмиля Берлена.
В 2011 году публично рассказал о своих гомосексуальных переживаниях, добавив, что не считает себя ни геем, ни гетеросексуалом или бисексуалом.

## Избранная фильмография
- 1992 — Соль на нашей коже / Salt on Our Skin
- 1996 — Насмешка / Ridicule
- 1998 — Желание / L’Ennui
- 1998 — Те, кто меня любит, поедут поездом / Ceux qui m’aiment prendront le train
- 2000 — Дело вкуса / Une affaire de goût
- 2001 — 15 августа / 15 août
- 2001 — Сильные души / Les âmes fortes
- 2002 — Демон-любовник / Demonlover
- 2003 — Я остаюсь! / Je Reste!
- 2004 — Тайные агенты / Agents secrets
- 2005 — Дом Нины / La Maison de Nina
- 2005 — Просто друзья / Just Friends
- 2005 — Далида / Dalida
- 2012 — Имя / Le Prénom
- 2013 — Притворись моим парнем / 20 ans d'écart
- 2016 — Она / Elle
- 2018 — Чёрная полоса / Fleuve noir

## Признание
- «Prix Lumières» за лучшую мужскую роль (1997).
- Золотая звезда французского кино за лучшую главную мужскую роль (1999).
- Назначение в премию «Сезар» (1995, 1997, 1998, 1999, 2001).